# Gran Premio motociclistico d'Austria 1974
Il Gran Premio motociclistico d'Austria fu il terzo appuntamento del motomondiale 1974.
Si svolse il 5 maggio 1974 presso il Salzburgring, e corsero le classi 125, 350, 500 e sidecar.
Prima gara della giornata quella della 350, nella quale Giacomo Agostini, partito male, risalì approfittando dei ritiri di Phil Read (infiltrazione di acqua nei carburatori), Teuvo Länsivuori (caduta) e János Drapál (grippaggio), vincendo con 16 secondi di vantaggio su Chas Mortimer.
Seguì la 125, gara caratterizzata dal duello tra Ángel Nieto e Kent Andersson, risoltosi a favore dello svedese grazie ad una caduta di Nieto in staccata.
Anche la 500 fu una gara a due, tra Agostini e Gianfranco Bonera (mentre Read si ritirava con il cambio rotto): la lotta si risolse all'ultimo giro, con Bonera attardato da alcuni doppiati che lasciò vincere Agostini.
Nei sidecar ritiro per Klaus Enders mentre si trovava in testa (rottura del motore): ne approfittò Siegfried Schauzu.

## Classe 500

### Arrivati al traguardo
| Pos. | Pilota             | Moto      | Tempo      | Punti |
| ---- | ------------------ | --------- | ---------- | ----- |
| 1    | Giacomo Agostini   | Yamaha    | 53' 23" 87 | 15    |
| 2    | Gianfranco Bonera  | MV Agusta | +0" 27     | 12    |
| 3    | Barry Sheene       | Suzuki    | +1 giro    | 10    |
| 4    | Jack Findlay       | Suzuki    | +1 giro    | 8     |
| 5    | Dieter Braun       | Yamaha    | +1 giro    | 6     |
| 6    | Karl Auer          | Yamaha    | +1 giro    | 5     |
| 7    | Billie Nelson      | Yamaha    | +1 giro    | 4     |
| 8    | John Williams      | Yamaha    | +1 giro    | 3     |
| 9    | Paul Eickelberg    | König     | +2 giri    | 2     |
| 10   | Jean-Paul Boinet   | Yamaha    | +2 giri    | 1     |
| 11   | Tom Herron         | Yamaha    | +3 giri    |       |
| 12   | Helmut Kassner     | Yamaha    | +3 giri    |       |
| 13   | Olivier Chevallier | Yamaha    | +3 giri    |       |
| 14   | Iwan Panizzi       | Yamaha    | +3 giri    |       |
| 15   | Bosse Granath      | Husqvarna | +4 giri    |       |
| 16   | Hans Braumandl     | Yamaha    | +5 giri    |       |

### Ritirati
| Pilota                     | Moto            | Motivo ritiro      |
| -------------------------- | --------------- | ------------------ |
| Phil Read                  | MV Agusta       | rottura del cambio |
| Chas Mortimer              | Maxton-Yamaha   |                    |
| Rob Bron                   | Yamaha          |                    |
| Christian Bourgeois        | Yamaha          |                    |
| Alfred Bajohr              | König           |                    |
| Teuvo Länsivuori           | Yamaha          |                    |
| Eduardo "Adu" Celso-Santos | Yamaha          |                    |
| Armando Toracca            | Paton           |                    |
| Víctor Palomo              | Yamaha          |                    |
| Alex George                | Yamaha          |                    |
| John Dodds                 | Yamaha          |                    |
| Werner Giger               | Yamaha          |                    |
| Marcel Ankoné              | Yamaha          |                    |
| Michael Schmid             | Rotax           |                    |
| Michel Rougerie            | Harley-Davidson |                    |
| Paul Smart                 | Suzuki          |                    |
| Walter Villa               | Harley-Davidson |                    |
| Hans Mühlebach             | Yamaha          |                    |
| Neil Tuxworth              | Yamaha          |                    |

## Classe 350

### Arrivati al traguardo
| Pos. | Pilota              | Moto            | Tempo      | Punti |
| ---- | ------------------- | --------------- | ---------- | ----- |
| 1    | Giacomo Agostini    | Yamaha          | 52' 40" 68 | 15    |
| 2    | Chas Mortimer       | Maxton-Yamaha   | +16"       | 12    |
| 3    | Dieter Braun        | Yamaha          | +20" 46    | 10    |
| 4    | Patrick Pons        | Yamaha          | +43" 86    | 8     |
| 5    | Michel Rougerie     | Harley-Davidson | +1' 14" 09 | 6     |
| 6    | Walter Villa        | Harley-Davidson | +1' 22" 76 | 5     |
| 7    | Billie Nelson       | Yamaha          | +1' 26" 02 | 4     |
| 8    | Pentti Korhonen     | Yamaha          | +1 giro    | 3     |
| 9    | John Williams       | Yamaha          | +1 giro    | 2     |
| 10   | Christian Bourgeois | Yamaha          | +1 giro    | 1     |
| 11   | Børge Nielsen       | Yamaha          | +1 giro    |       |
| 12   | Karl Auer           | Yamaha          | +1 giro    |       |
| 13   | Neil Tuxworth       | Yamaha          | +1 giro    |       |
| 14   | Bosse Granath       | Yamaha          | +1 giro    |       |
| 15   | Thierry Tchernine   | Yamaha          | +1 giro    |       |
| 16   | Víctor Palomo       | Yamaha          | +1 giro    |       |
| 17   | Janos Reisz         | Yamaha          | +1 giro    |       |
| 18   | Max Wiener          | Yamaha          | +1 giro    |       |
| 19   | Helmut Kassner      | Yamaha          | +1 giro    |       |
| 20   | Olivier Chevallier  | Yamaha          | +1 giro    |       |

### Ritirati
| Pilota               | Moto      |
| -------------------- | --------- |
| Teuvo Länsivuori     | Yamaha    |
| Bruno Kneubühler     | Yamaha    |
| Phil Read            | MV Agusta |
| Kent Andersson       | Yamaha    |
| Mario Lega           | Yamaha    |
| John Dodds           | Yamaha    |
| János Drapál         | Yamaha    |
| Roberto Gallina      | Yamaha    |
| Eduardo Celso-Santos | Yamaha    |
| Marcel Ankoné        | Suzuki    |
| Werner Giger         | Yamaha    |
| Hans Mühlebach       | Yamaha    |
| Kurt-Ivan Carlsson   | Yamaha    |

## Classe 125
36 piloti alla partenza, 16 al traguardo.

### Arrivati al traguardo
| Pos | Pilota            | Moto        | Tempo      | Punti |
| --- | ----------------- | ----------- | ---------- | ----- |
| 1   | Kent Andersson    | Yamaha      | 43' 39" 13 | 15    |
| 2   | Ángel Nieto       | Derbi       | +24" 25    | 12    |
| 3   | Otello Buscherini | Malanca     | +1 giro    | 10    |
| 4   | Henk van Kessel   | Bridgestone | +1 giro    | 8     |
| 5   | Leif Gustafsson   | Maico       | +1 giro    | 6     |
| 6   | Pentti Salonen    | Yamaha      | +1 giro    | 5     |
| 7   | Thierry Tchernine | Yamaha      | +1 giro    | 4     |
| 8   | Rudolf Weiss      | Maico       | +1 giro    | 3     |
| 9   | Matti Salonen     | Yamaha      | +1 giro    | 2     |
| 10  | Peter Frohnmeyer  | Maico       | +2 giri    | 1     |
| 11  | Matti Kinnunen    | Maico       | +2 giri    |       |
| 12  | Werner Schmied    | Rotax       | +3 giri    |       |
| 13  | Michael Fahrmeir  | Yamaha      |            |       |
| 14  | Géza Repitz       | MZ          |            |       |
| 15  | Istvan Holmar     | MZ          |            |       |
| 16  | Pal Kohut         | MZ          |            |       |
| 17  | Janos Reisz       | MZ          |            |       |

### Ritirati
| Pilota             | Moto      |
| ------------------ | --------- |
| Harald Bartol      | Eigenbau  |
| Gert Bender        | Bender    |
| Johann Zemsauer    | Rotax     |
| Pier Paolo Bianchi | Minarelli |
| Hans-Jürgen Hummel | Kreidler  |
| Rolf Minhoff       | Maico     |
| Horst Seel         | Maico     |
| Aldo Pero          | Caremi    |
| Herbert Rittberger | Eigenbau  |
| Walter Winkler     | Yamaha    |
| Gyula Porkolab     | MZ        |

### Non partito
| Pilota           | Moto   |
| ---------------- | ------ |
| Bruno Kneubühler | Yamaha |

## Classe sidecar

### Arrivati al traguardo
| Pos | Pilota                | Passeggero          | Moto         | Tempo      | Punti |
| --- | --------------------- | ------------------- | ------------ | ---------- | ----- |
| 1   | Siegfried Schauzu     | Wolfgang Kalauch    | Busch-BMW    | 50' 07" 03 | 15    |
| 2   | Werner Schwärzel      | Karl-Heinz Kleis    | König        | +6" 65     | 12    |
| 3   | Heinz Luthringshauser | Hermann Hahn        | Busch-BMW    | +14" 95    | 10    |
| 4   | Jeff Gawley           | Kenny Birch         | RMB-König    | +16" 95    | 8     |
| 5   | Hanspeter Hubacher    | Kurt Huber          | Yamaha       | +1' 12" 11 | 6     |
| 6   | Rudi Kurth            | Dane Rowe           | CAT-Crescent | +1' 12" 75 | 5     |
| 7   | Otto Haller           | Erich Haselbeck     | BMW          | +1' 14" 07 | 4     |
| 8   | Rolf Biland           | Freddy Freiburghaus | CAT-Crescent | +1' 30" 15 | 3     |
| 9   | Herbert Prügl         | Johann Kußberger    | Rotax        | +1' 51" 05 | 2     |
| 10  | Siegfried Maier       | Gerhard Lehmann     | BMW          | +1 giro    | 1     |
| 11  | Richard Wegener       | Derek Jacobson      | BMW          | +1 giro    |       |
| 12  | Mick Boddice          | David Loach         | Windle-König | +13 giri   |       |